# Edgard Weber

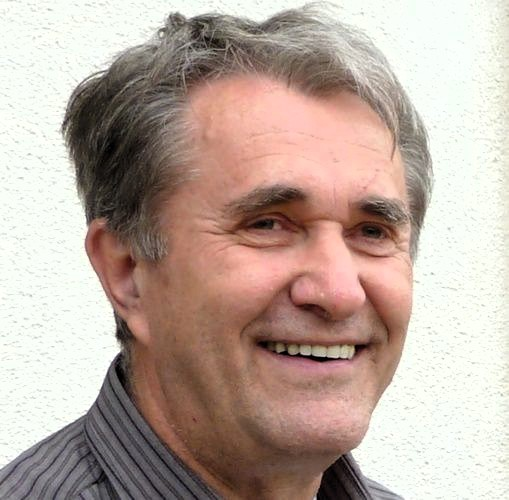
Edgard Weber (2016)

Edgard Weber (* 25. April 1943 in Bitsch, Lothringen) ist ein französischer Historiker und Islamwissenschaftler.

## Leben
Edgard Weber wuchs in Glasenberg, einem Dorf in der Nähe der Kleinstadt Bitsch, auf. Zu Hause sprach man Moselfränkisch, den deutschen Dialekt Lothringens. Nach der Grundschule besuchte er ein Internat in Trévoux, wo er mit dem Studium der hebräischen Sprache begann. Nach dem Abschluss meldete er sich für ein Praktikum in Israel, wurde aber in den Libanon geschickt, wo er ab 1966 10 Jahre lang Französisch unterrichtete. Dort entdeckte er die arabische Sprache und Kultur. Nach seiner Rückkehr nach Frankreich unterrichtete er Arabisch an der Universität Toulouse. Während dieser Zeit promovierte er an der Universität Sorbonne-Nouvelle in Paris in „Études arabo-islamiques“ (Arabisch-Islamische Studien) mit der Dissertation „Aspects de l'imaginaire arabe“ (Aspekte der arabischen Vorstellungskraft). Danach unterrichtete er 10 Jahre lang arabische Kultur und Literatur an der Universität Strasbourg, zum Schluss als Institutsdirektor. Nach seiner Emeritierung hielt an Vorträge und Volkshochschulen und ähnlichen Bildungseinrichtungen.
Er ist verheiratet und hat zwei Kinder.
Nach eigener Aussage geht sein Interesse an der arabischen Sprache und Kultur auf die Synagoge in Bitsch zurück. Über der Eingangstür war ein hebräischer Spruch angebracht, niemand konnte ihm die Bedeutung erklären. Nach 2020 ist die Inschrift so verblasst, dass nur noch der Anfang „הג'נטלמן“ sichtbar ist. Der gesamte Text lautete „Dies ist das Tor des Herrn, durch das die Gerechten eintreten“.

## Veröffentlichungen (Auswahl)
Neben wissenschaftlichen Werken hat er auch Bücher für das allgemeine Publikum verfasst, laut Klappentext „Der Autor setzt sich in seinen Büchern für ein besseres Verständnis und gegenseitiges Wissen zwischen Europa, der arabischen Welt und dem Islam ein.“
- Le Secret des Mille et une nuits [Das Geheimnis aus Tausendundeiner Nacht], Eche, 1987, ISBN 978-2-865-13059-7
- Maghreb arabe et Occident français [Arabischer Maghreb und französischer Westen], Publisud, 1989, ISBN 978-2-858-16093-8
- Croisade d’hier, Jihad d’aujourd’hui [Kreuzzug gestern, Dschihad heute], Le Cerf, 1989, ISBN 978-2-204-04039-6
- Imaginaire arabe et contes érotiques [Arabische Fantasie und erotische Geschichten], L’Harmattan, 1990, ISBN 978-2-738-40714-6
- L’Islam sunnite traditionnel [Traditioneller sunnitischer Islam], Brépols, 1993, ISBN 978-2-503-50309-7
- Petit dictionnaire de mythologie arabe et des croyances musulmanes [Kleines Wörterbuch der arabischen Mythologie und des muslimischen Glaubens], Éd. Entente, 1996, ISBN 978-2-726-60107-5
- Islam sunnite contemporain [Zeitgenössischer sunnitischer Islam], Brépols, 2001, ISBN 978-2-503-51150-4